# 토파즈 (1969년 영화)

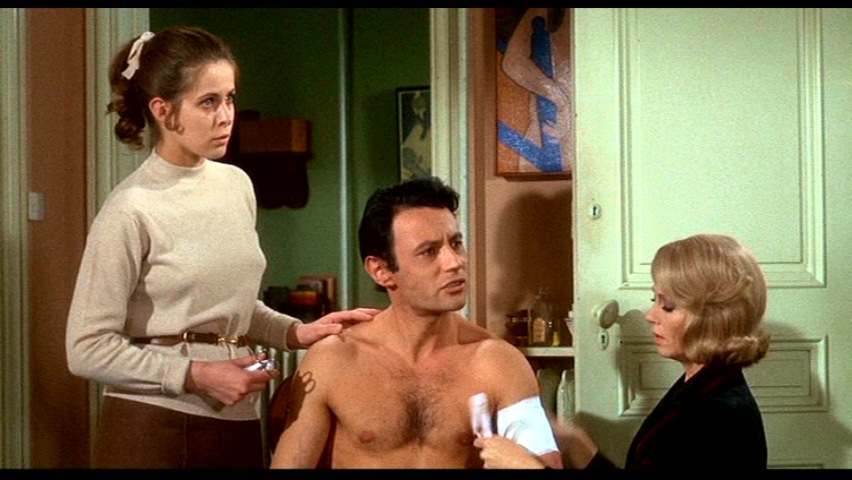

《토파즈》(Topaz), 혹은 암호명 토파즈는 앨프리드 히치콕 감독의 51번째 영화이자 1969년 서스펜스 영화이다.

## 출연
- 프레데릭 스태포드 (Frederick Stafford) - 앙드레 데브로
- 다니 로뱅 (Dany Robin) - 니콜 데브로
- 존 버논 (John Vernon) - 리코 파라
- 카린 도르 (Karin Dor) - 후아니타
- 클로드 자드 (Claude Jade) - 미셸 피카르
- 미셸 슈볼 (Michel Subor) - 프랑수아 피카르
- 미셸 피콜리 (Michel Piccoli) - 자크 그랑빌
- 필립 느와레 (Philippe Noiret) - 앙리 야레
- 존 포사이스 (John Forsythe) - 마이클
- 페르 악셀 아로세니우스 (Per-Axel Arosenius) - 보리스 쿠세노프

## 한국판 성우진(KBS)
- 김세한 - 앙드레(프레드릭 스테포드)
- 김규식 - 노스트롬(존 포사이스)
- 유강진 - 리코파라(존 버논)
- 장유진 - 니콜(다니 로뱅)
- 강희선 - 화니타(카린 도르)
- 유민석 - 쿠즈노프(페르 악셀 아로세니우스)
- 온영삼 - 맥키트릭(에드먼 라이언)
- 김익태 - 그랜빌(미셸 피콜리)
- 최병상 - 두보아
- 이윤선 - 헨티
- 유영환 - 무노즈(로베르토 콘트레라스)
- 한호웅 - 프랑소아(미셸 슈볼)
- 배정미 - 미쉘(클로드 자드)
- 김민석 - 가이드
- 송덕희 - 타마라(티나 헤드스트룀)
- 김우정 - 베니

## 줄거리
프랑스 간첩, 그의 아내, 그의 딸 및 그의 성은 냉전으로 연루된다.